# Eger (Wörnitz)
Die Eger ist ein rechter Nebenfluss von 37 Kilometern Länge der Wörnitz, der am Egerursprung entsteht und größtenteils im flachen Nördlinger Ries verläuft. Die Eger fließt meistens kanalisiert, am Unterlauf jedoch teilweise in natürlichem Flussbett.

## Name
Die erste schriftliche Erwähnung findet die Eger im Jahr 760 als Agira. Der Name leitet sich wahrscheinlich von der keltischen Wurzel *ag- für 'treiben' ab.

## Geografie

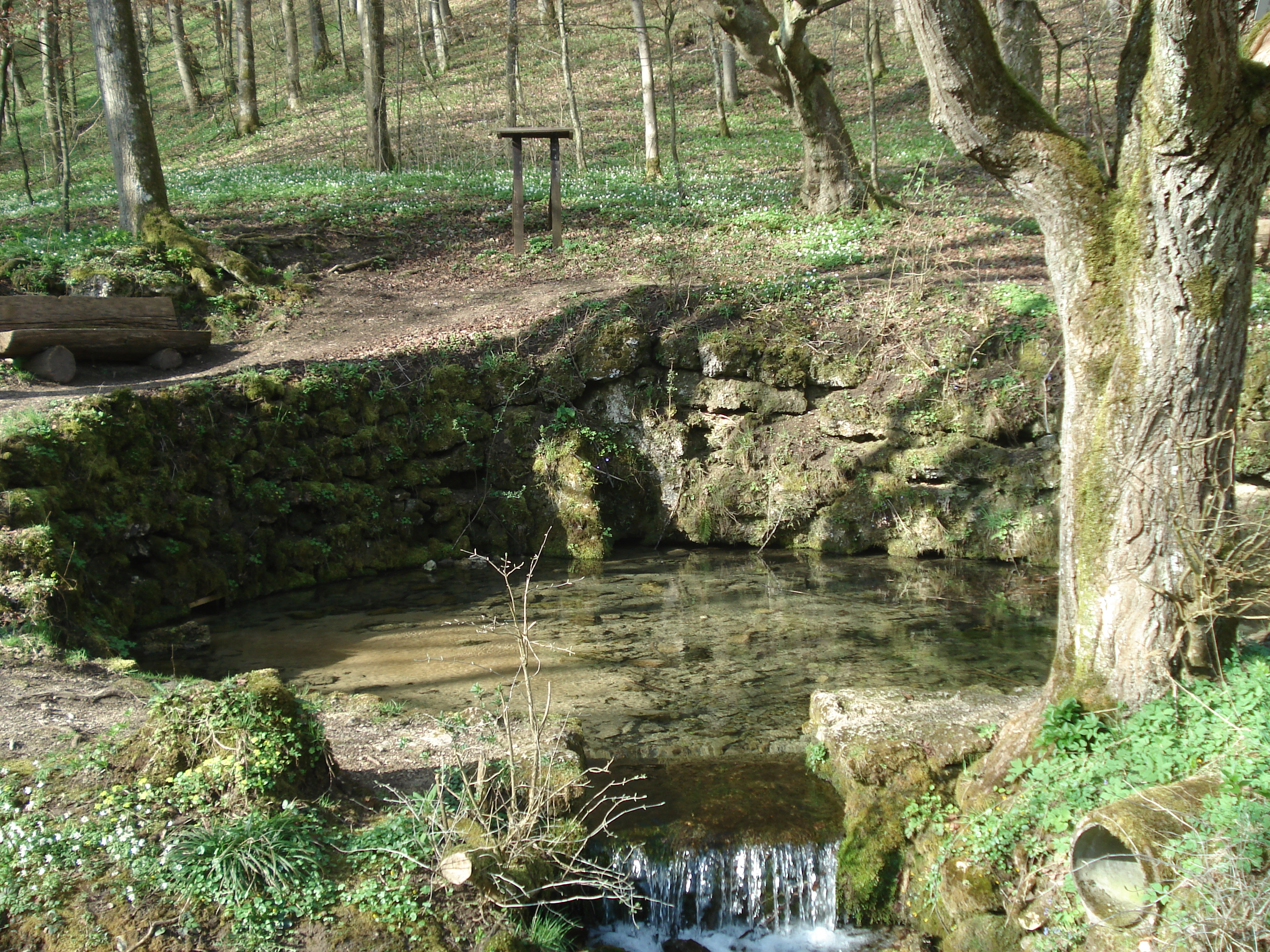
Der Egerursprung

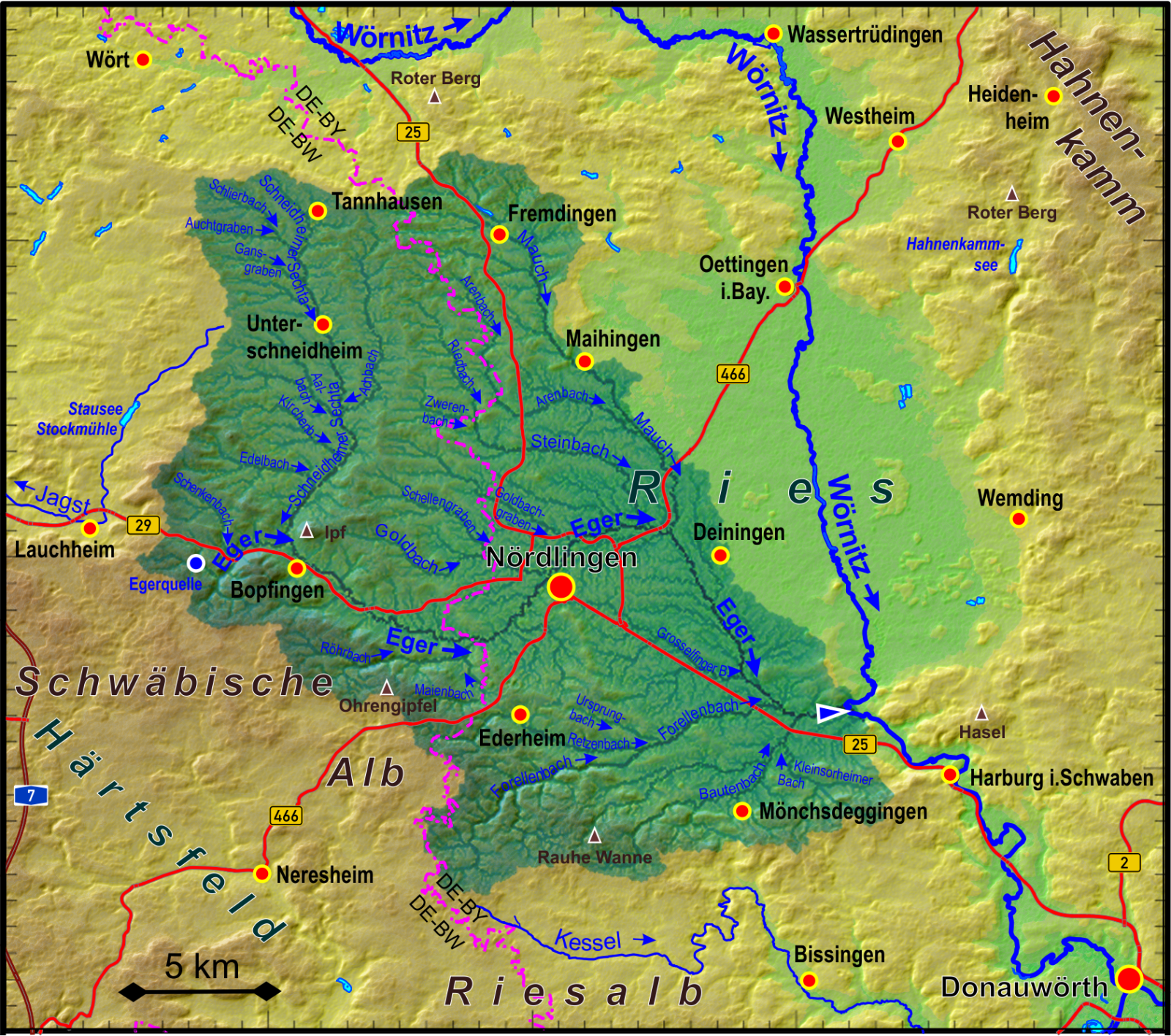
Einzugsgebiet der Eger

### Egerursprung
Der Egerursprung, nicht zu verwechseln mit der Quelle der anderen, zur Elbe fließenden Eger, liegt in einem Wasserschutzgebiet bei der Walkmühle des Ortsteils Aufhausen der Stadt Bopfingen im Ostalbkreis in Baden-Württemberg. Diese gefasste Karstquelle am Fuße der Ostalb schüttet durchschnittlich 50 Liter pro Sekunde (minimal 20 l/s, maximal 900 l/s).

### Verlauf
Die Eger beginnt ihren Lauf in östlicher Richtung, fließt unterm Ipf durch Bopfingen und tritt schon wenig unterhalb der Kleinstadt in die sehr flache und ganz offene Landschaft des Nördlinger Rieses ein. Dort kehrt sie sich gleich nach Nordosten und durchläuft auf diesem Wege mit einem zeitweiligen rechten Teilast die ummauerte mittelalterliche Stadt Nördlingen. Danach erreicht die Mauch, ihr bedeutendster Zufluss, sie etwa in der Mitte des Rieses aus Nordwesten, worauf der vereinte Fluss in der alten Richtung der Mauch nach Südosten weiterzieht. Am Südrand des Rieses tieft sie sich erstmals wieder merklich ein. Sie mündet dann bei Harburg-Heroldingen von rechts in die aus dem Norden kommende Wörnitz, die hier etwa ihr südöstliches Durchbruchstal zur Donau beginnt.
Ihr einstiges Einzugsgebiet im Norden hat die Eger durch das Ries-Ereignis an die Jagst verloren.

### Zuflüsse
Liste von der Quelle zur Mündung. Erhoben aus LUBW-FG10 und BayernAtlas (vormals: BayernViewer). Wo möglich und sinnvoll mit Namen, Mündungsseite, Mündungsort und Länge. Gewässerverläufe, -längen und -flächen bevorzugt nach den Datensatzeinträgen der LUBW, wo vorhanden, notfalls abgemessen auf LUBW-FG10 oder dem BayernViewer. Namen bevorzugt nach den Kartenbeschriftungen. Längen auf volle hundert Meter gerundet. Kursivierte und verlinkte Gewässernamen stehen als Eigennamen in einer der benutzten Quellen, ansonsten steht ersatzweise eine beschreibende Bezeichnung, von der dann nur die kursivierten Anteile (Talnamen, Bergnamen, Gewannnamen usw.) Eigennamen aus den Quellen sind.
Ursprung der Eger in einer Karstquelle westlich der Walkmühle von Bopfingen-Aufhausen auf etwa 520 m ü. NN.
- Schenkenbach, von links in Bopfingen-Aufhausen auf etwa 485 m ü. NN an der Brücke der Tonnenbergstraße, 4,4 km. Entsteht nordöstlich von Lauchheim-Röttingen am Waldrand in den Haldenäckern auf etwa 488 m ü. NN.
- Schneidheimer Sechta, von links in Bopfingen am Südende der Langen Straße auf etwa 459,3 m ü. NN.[8], 18,1 km. Entsteht beim Siedlungsplatz Sederndorf von Tannhausen auf etwa 526 m ü. NN.
- Grundbach, von links vor der Bopfingen-Flochberger Gewerbezone in den Gräbenwiesen gegenüber auf etwa 453 m ü. NN, 1,3 km. Entsteht zwischen dem Bopfinger Ortsrand und dem nordöstlich davon gelegenen Siedlungsplatz Osterholz auf etwa 495 m ü. NN.
- Heidbach, von rechts auf Höhe der Flochberger Gewerbezone, 1,7 km. Entsteht westlich der Flochberger Heidmühle auf knapp 495 m ü. NN.
- → (Abgang linksseitig eines Mühlkanals) im Bopfingen-Trochtelfinger Wasserschapf.
- Eichelgraben, von links am westlichen Ortsrand Trochtelfingens in den Mühlkanal, 0,8 km. Entsteht vor dem Südrand des Waldes Osterholz im westlichen Eichert auf etwa 488 m ü. NN.
- ← (Rücklauf des Mühlkanals), von links am Trochtelfinger Sportplatzsteg, 0,7 km.
- Krautgraben, von rechts an der Straßenbrücke zum Trochtelfinger Bad, 0,8 km. Entsteht am Nordrand des Naturschutzgebietes Kapf auf etwa 480 m ü. NN.
- → (Abgang des Arlachgrabens), nach rechts an der Straßenbrücke zum Trochtelfinger Bahnhaltepunkt. Am Abzweig oft trocken.
- Ellenbach, von links gleich danach in die Eger, 2,0 km. Entsteht am Südostrand des Waldes Osterholz, ist lange Feldweggraben und durchquert Trochtelfingen verdolt.
- Aßbühlgraben (?), von links etwas vor der Nördlingen-Nähermemminger Walkmühle in die Eger selbst, 1,6 km. Entsteht südlich des Aasbühls (!).
- → (Abgang des langen Egermühlkanals), nach links kurz vor der Walkmühle.
- ← (Rücklauf des Arlachgrabens), von links auf 435,9 m ü. NN an der Riesbürg-Utzmemminger Kläranlage in die Eger selbst, 3,0 km.
- Röhrbach, von rechts keine zehn Meter weiter in die Eger selbst, 7,1 km. Entsteht südwestlich von Bopfingen-Härtsfeldhausen im Haldenhau auf etwa 588 m ü. NN.
- ← (Rücklauf des Egermühlkanals), von links an der Nähermemminger Klötzenmühle auf etwa 435 m ü. NN, 2,5 km.
Dieser Arm lief zu historischen Zeiten noch viel weiter selbständig, wovon die Plätze der heute weit links der Eger auf dem Trockenen sitzenden Lohmühle und Stegmühle noch zeugen.
- Bachwiesengraben, mit Oberlauffolge Epsengraben → Rinnergraben → Bachwiesengraben, von rechts, 3,8 km. Entsteht am Südrand von Nördlingen-Herkheim auf etwa 435 m ü. NN.
Auf dem folgenden Abschnitt begleiten Altwässerreste den begradigten Lauf.
- → (Abgang des Astes Kornlach), nach links am mittleren Stegmühlweg.
- Baldesgraben, von links auf Höhe eines Sportplatzes zwischen Kornlach und Eger in die Kornlach, 3,8 km. Entsteht am Südrand von Riesbürg-Pflaumloch auf etwa 435 m ü. NN.
- (Quergraben zwischen den zwei Ästen), neben dem Nähermemminger Weg, 0,2 km.
Kurz darauf tritt die Eger selbst durch den Oberen Wasserturm der Stadtmauer an deren Westseite in die Nördlinger Altstadt ein, wo sie im Bereich der Gerbergassen läuft und am Tändelmarkt und der Neuen Mühle im Norden den Mauerring durch den Unteren Wasserturm wieder verlässt. Die Kornlach bleibt dicht vor der Stadt.
- → (Abgang des Ohmetgrabens), nach rechts von der Eger im Bereich des Umspannwerks.
- ← (Rücklauf der Kornlach), von links zwischen den Kaiser- und den Grummetwiesen, 2,1 km; der rechte Arm ist ähnlich lang.
- → (Abgang des Mühlkanals der Schwallmühle), nach links an einer Feldwegbrücke.
- ← (Rücklauf des Ohmetgrabens), von rechts neben der Schwallmühlstraße, 1,0 km.
- ← (Rücklauf des Mühlkanals der Schwallmühle), von links dicht an der zugehörigen Straßenbrücke, 0,4 km.
- → (Abgang des Mühlkanal der Aumühle), nach rechts am Klärwerk.
- Goldbach, von links gleich darauf in die Eger selbst, 11,6 km. Entsteht am Rand von Bopfingen-Kalkofen auf etwa 530 m ü. NN.
- Brühlgraben, am Unterlauf Zwinggraben, von links in die Eger selbst, 5,9 km. Entsteht am Nordostrand von Kirchheim am Ries-Benzenzimmern als Graben neben der L 1060 auf etwa 547 m ü. NN.
- ← (Rücklauf des Mühlkanals der Aumühle), von rechts vor der Brücke der Bahnstrecke Nördlingen–Gunzenhausen, 0,3 km.
- → (Abgang des Mühlkanals von Löpsingen), nach links am westlichen Ortsrand von Nördlingen-Löpsingen.
- ← (Rücklauf des Mühlkanals von Löpsingen), von rechts an der Egerbrücke in Löpsingen, 0,8 km.
- Birkhauser Graben, von links gegenüber dem Klärwerk am Ostrand von Löpsingen, 15,0 km. Entsteht als Riedbach auf etwa 484 m ü. NN Am Pfaffenweg westlich von Unterschneidheim-Geislingen.
- Mauch, von links bei Deiningen-Klosterzimmern auf etwa 415 m ü. NN, 20,3 km und 62,9 km². Entsteht zwischen Museumsbahn und Bundesstraße 25 beim Siedlungsplatz Oppersberg von Wilburgstetten-Rühlingstetten auf etwa 467 m ü. NN.
- Roßweidengraben, von rechts vor der Wiesmühle von Nördlingen-Grosselfingen im Ries auf unter 412 m ü. NN, etwa 5,9 km. Entsteht östlich der Nördlinger Fritz-Hopf-Straße auf unter 420 m ü. NN als Langwiesengraben.
- Schafgraben, von rechts an den Grosselfinger Sportplätzen auf etwa 411 m ü. NN, etwa 2,4 km. Entsteht östlich des Deininger Siedlungsplatzes Hegenbach auf etwa 424 m ü. NN und fällt zeitweilig trocken.
- Grosselfinger Bach, von rechts nach Möttingen-Enkingen auf unter 410 m ü. NN, etwa 5,7 km. Entspringt an der Auffädelung der B 25 südöstlich nach dem Ortsrand von Nördlingen auf etwa 425 m ü. NN
- Forellenbach, von rechts an der Unteren Mühle von Möttingen, 17,5 km. Entsteht westlich von Forheim am Waldrand nördlich des Gewanns Engenlicht auf etwa 570 m ü. NN.
- Mühlkanal von Lierheim, weiter oben am Lauf auch Sulzgraben, von links vor der Straßenbrücke nach Möttingen, 5,6 km. Entsteht als Achtergraben östlich der Grosselfinger Wiesmühle auf etwa 512 m ü. NN und ist am Unterlauf mit zwei Gräben mit der rechts parallel laufenden Eger verbunden, die an einem Wehr derselben abgehen.
- Bautenbach oder Kreuzbach, von rechts am östlichen Ortsrand von Möttingen, 12,0 km. Entsteht nördlich des Merdingen-Bollstadter Sportplatzes am Waldrand auf etwa 562 m ü. NN.
- Walsgraben, von rechts, etwa 2,1 km. Entsteht am Fuß des Hühnerbergs bei Möttingen-Kleinsorheim auf etwa 435 m ü. NN.
- Kaufertsgraben, von links, etwa 0,9 km. Unbeständiger Oberlauf, im Unterlauf Auengraben.
- Großsorheimer Bach, von rechts unmittelbar vor der Harburg-Heroldinger Egermühle, etwa 2,1 km. Entsteht westlich von Großsorheim als Feldweggraben im Espan auf etwa 435 m ü. NN.

Mündung der Eger bei der Egermühle von Harburg-Heroldingen von rechts und Westen auf rund 400 m ü. NN nach einem Lauf von 36,8 km in die Wörnitz.

### Mühlenweg Eger

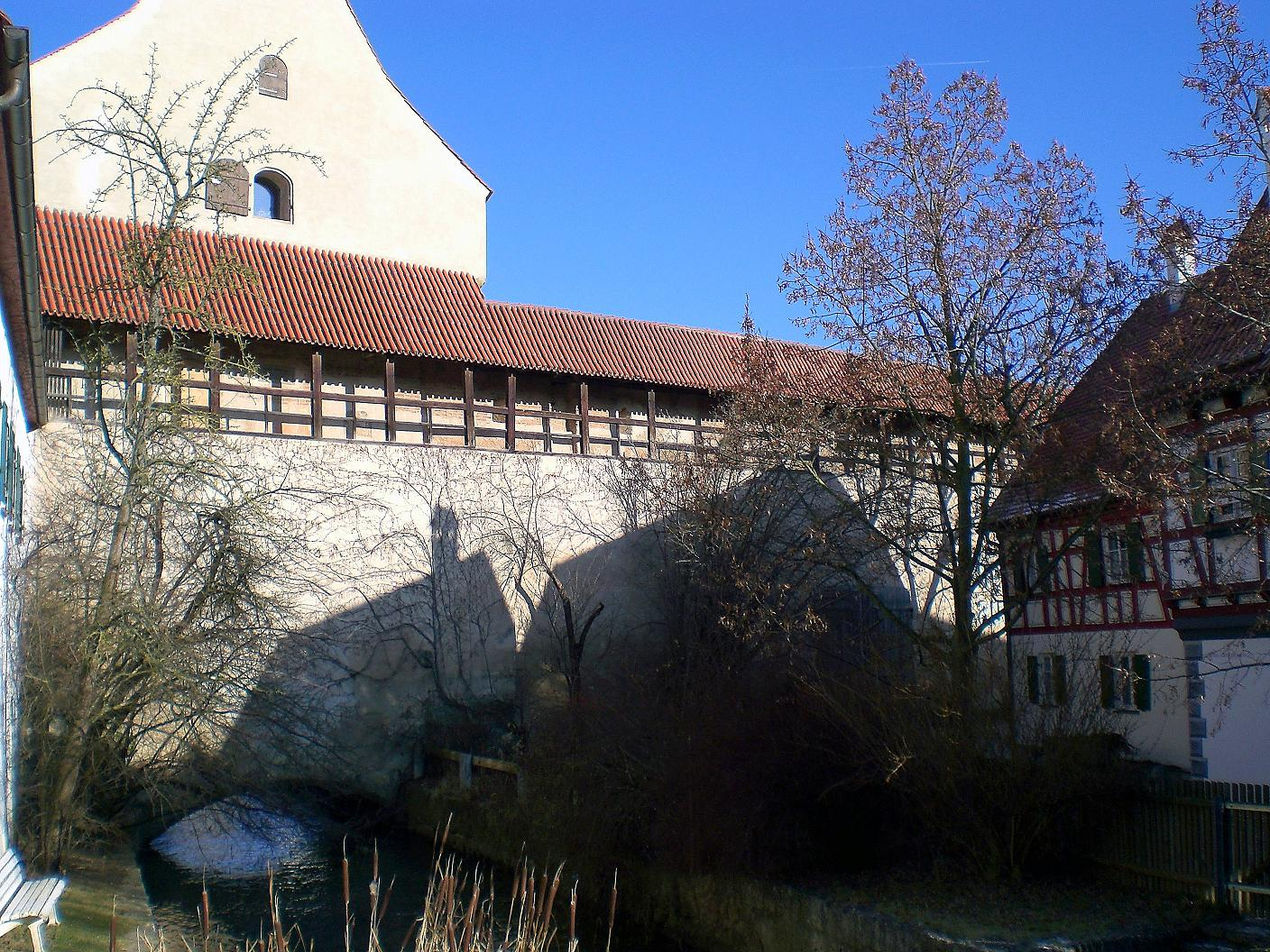
Eger in der Altstadt von Nördlingen.

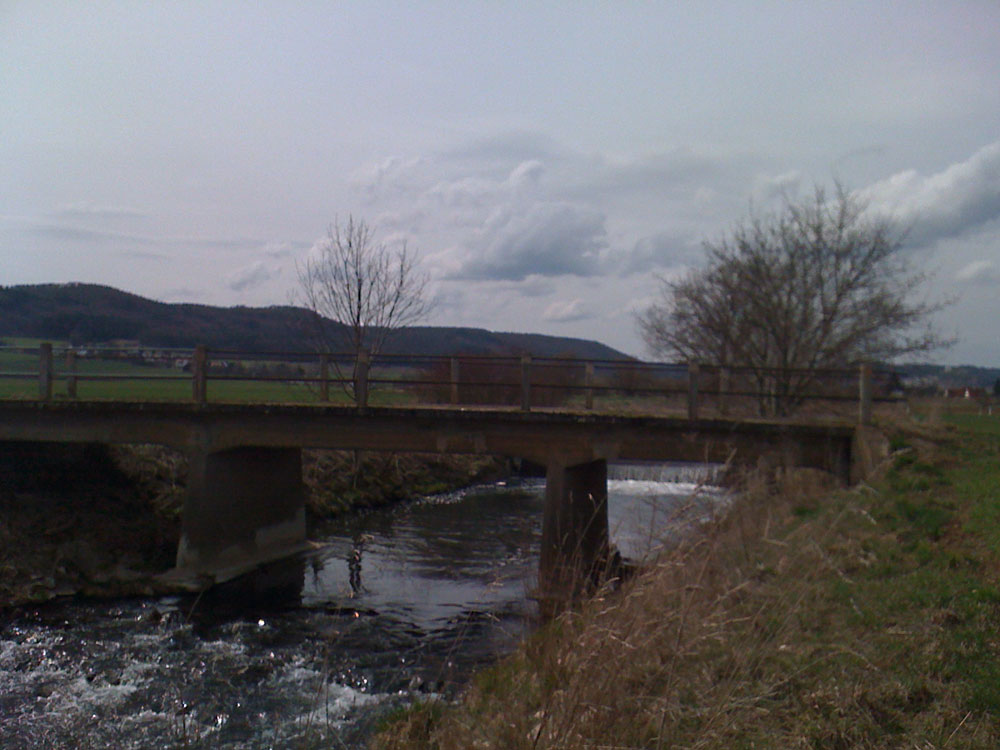
Eger bei Bopfingen.

Dem Fluss folgt zwischen Bopfingen-Aufhausen und Nördlingen der rund 20 Kilometer lange Mühlenweg Eger. Dieser Wanderweg führt an 37 ehemaligen Wassermühlen entlang, von denen 25 erhalten sind. Vier der Getreidemühlen sind noch in Betrieb.